# KONG兄貴
KONG兄貴（コングあにき）は、日本のゲイビデオ男優。ゲイビデオメーカー・KONGの代表。またの名をTADASHI。

## 人物
ゲイビデオ男優として多数の作品に出演している。なお、現在はビデオメーカー「KONG」より、自ら代表という立場で制作及び出演を行なっている。アダルトビデオ出演以外にもゲイ雑誌『G-men』に何回か掲載されたことがある。その他、ゲイイベント等にも度々参加している。

## 作品
KONGとしての制作・出演作品一覧

### アダルトビデオ
2006年
- 『雄膣ライフセイバー』（2006年4月）
- 『種壷スト坊主!』（2006年7月）
- 『トロットロ水泳部』（2006年9月）
- 『性処理アメフト1年生』（2006年11月）

2007年
- 『スポ巨根』（2007年2月）
- 『キングKONG』（2007年5月）
- 『潮噴リーマン』（2007年9月）

2008年
- 『種壷スト坊主2』（2008年2月）
- 『ガッちび18才』（2008年9月）

2009年
- 『南国男児』（2009年9月）

2010年
- 『種壷競パンエクスタシー』（2010年4月）

2012年
- 『ザー喰いレザー』（2012年5月）
- 『ガッちび１８才 ２』（2012年10月）